# Flora

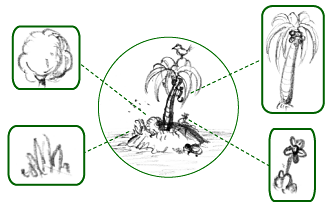
Esquema simplificado de la flora, en una isla.

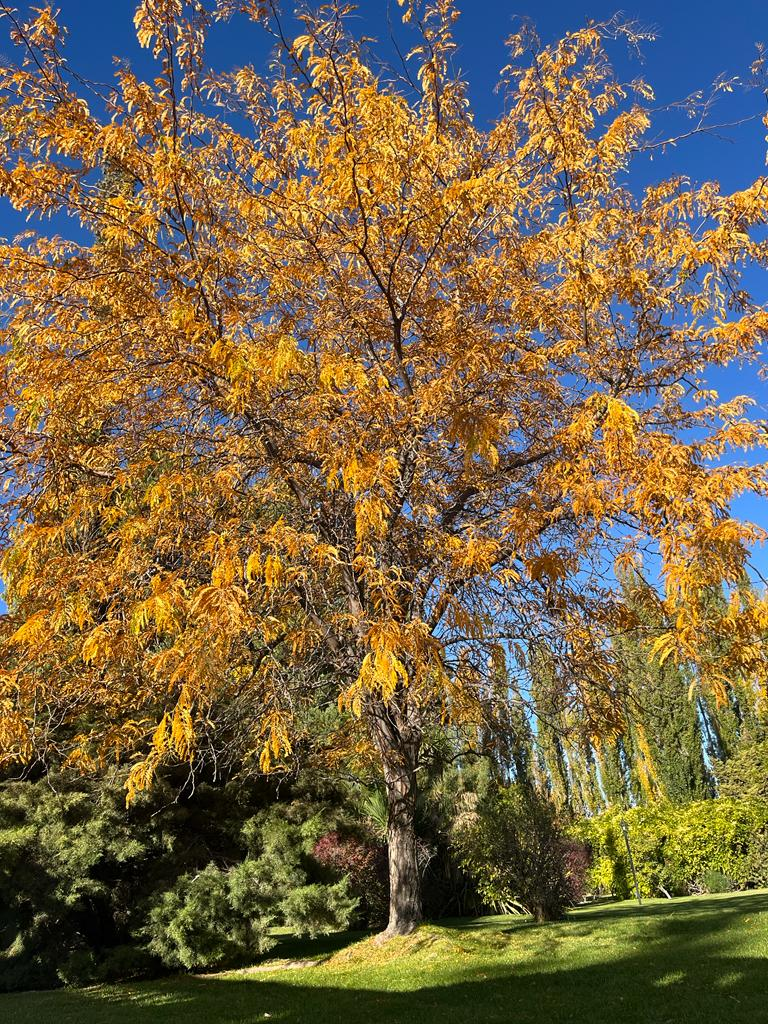
Comenzando el cambio de estación de la flora en el Alto valle neuquino, Argentina.

El término flora se refiere al conjunto de plantas, nativas o introducidas, de una región geográfica, de un período geológico determinado, o de un ecosistema determinado. El término proviene del latín en alusión a la diosa romana de las flores, Flora. La flora define a las especies de plantas y su número, mientras que el término vegetación se refiere a su distribución geográfica. Por tanto, la flora, según el clima y otros factores ambientales, determina la vegetación.[cita requerida]
Las ciencias que estudian la flora son la geobotánica, la sinecología, la fitocenosis y la paleobiogeografía.
El término flora también se utiliza para referirse a los tratados o libros que describen las plantas de una región, período geológico o ecosistema.
Vulgarmente, se utiliza el término flora intestinal para referirse al conjunto de microorganismos y bacterias que habitan en el intestino de los animales, pero el término no tiene relación con la flora vegetal y no es científicamente riguroso.

## Tipos de flora
Las plantas están agrupadas en floras que se fundamentan en regiones, períodos, medio ambientes especiales o climas. Las regiones pueden ser hábitats geográficamente distintos, como montañas o llanuras. Pueden referirse a la vida vegetal de una era histórica como la flora fósil y pueden estar subdivididas en medio ambientes especiales:
- Flora nativa. La flora autóctona de una zona.
- Flora agrícola y de jardín. Las plantas que son cultivadas por los humanos.
- Flora arvense[6][7][8] o de la maleza. Esta clasificación fue aplicada tradicionalmente a las plantas que se consideraban indeseables y se estudiaban para su control o erradicación. En la actualidad esta denominación se usa con menos frecuencia como categorización de la vida vegetal, ya que se incluyen tres tipos diferentes de plantas: las especies de malas hierbas, especies invasoras] no del tipo maleza agrícolamente indeseables. Se ha probado que muchas plantas nativas que antes se consideraban malas hierbas son beneficiosas e incluso necesarias en diversos ecosistemas.[cita requerida]

## Documentación sobre floras
Una Flora es un cuaderno  u otro tipo de obra que describe especies de plantas (flora) en un área o tiempo determinado, a menudo con el objetivo de permitir su identificación. El término a menudo se utiliza con mayúscula para distinguir su uso de "flora", que se refiere a las plantas antes que a sus descripciones.
Las Floras pueden requerir conocimiento especializado en botánica para ser utilizadas efectivamente. Las floras publicadas a menudo contienen claves dicotómicas, o claves de identificación de especímenes, que requieren el examen repetido de una planta por parte del usuario para decidir cuál de las dos alternativas dadas se ajusta con más exactitud a la planta.